# Lechuguilla (indumentaria)

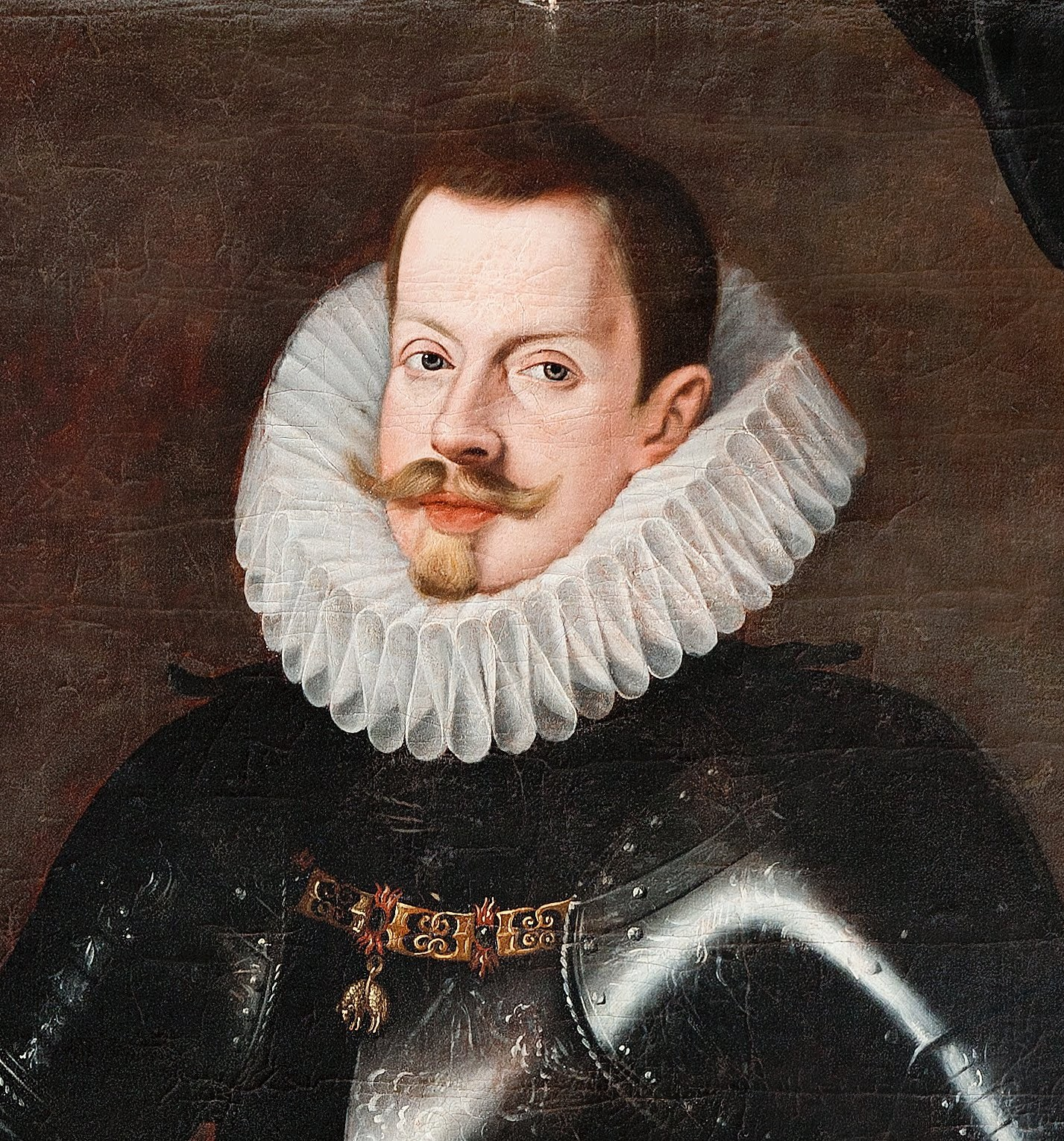
Felipe III de España luciendo una gran lechuguilla. Lienzo atribuido a Andrés López Polanco

Una lechuguilla es un cuello o gorguera, independiente del vestido o traje, de unas características especiales. Se usó en España en el siglo XVI y llegó su moda hasta el reinado de Felipe IV (siglo XVII). Es de grandes proporciones y oculta todo el cuello de la persona, dejando asomar la cabeza por encima. Se confeccionaba con tejido de lino muy fino o encaje plisado en ondas y almidonado para mantener su forma y estructura, siempre de color blanco aunque hubo una época en que se puso de moda darle un leve tinte de añil. Esta prenda era común a hombres y mujeres. Los grandes maestros de la pintura como el español Juan Pantoja de la Cruz dejaron en sus retratos de personajes un buen testimonio de la existencia de estos cuellos.

## Historia
En el siglo XV apareció el término «gorguera» que era un cuello que cubría el escote y a veces también el cuello usado especialmente por las mujeres. A mediados del siglo XVI apareció el cuello llamado «gorguera de lechuguilla» o simplemente lechuguilla por sus frunces y rizos semejantes a un tipo de lechuga. Primero fueron cuellos más o menos discretos que se unían a las gorgueras femeninas pero a partir del primer tercio de este mismo siglo las lechuguillas se fueron agrandando muchísimo y además fueron utilizadas también por los hombres. Se convirtieron en cuellos desmesurados hechos con tejido de lino fino o con encajes caros, lo que daba al propietario un aspecto de personaje importante y de gran poder adquisitivo; siendo tan grande y tan tieso el cuello proporcionaba aire de empaque y arrogancia. Generalmente estos cuellos formaban conjunto con los puños.
Pronto se extendió la moda de la gorguera-lechuguilla por toda Europa: Italia bajo la influencia de la familia Médici y sus alianzas con la corte francesa; Francia con el ejemplo de su rey Enrique III; Inglaterra con su reina Isabel I y todos sus seguidores; Países Bajos siendo los Austrias sus promotores en España, al principio fue una moda incipiente que trajo el séquito de Carlos I y más tarde fue un verdadero éxito entre la gente principal y menos principal durante el reinado de Felipe II, y Felipe III sobre todo, pues con Felipe IV el tamaño de esta prenda comenzó  a disminuir hasta llegar a su desaparición. Felipe IV lo suprimió por la Pragmática de enero de 1623. Se sustituyó la lechuguilla por la valona.

Gorguera-lechuguilla en Europa
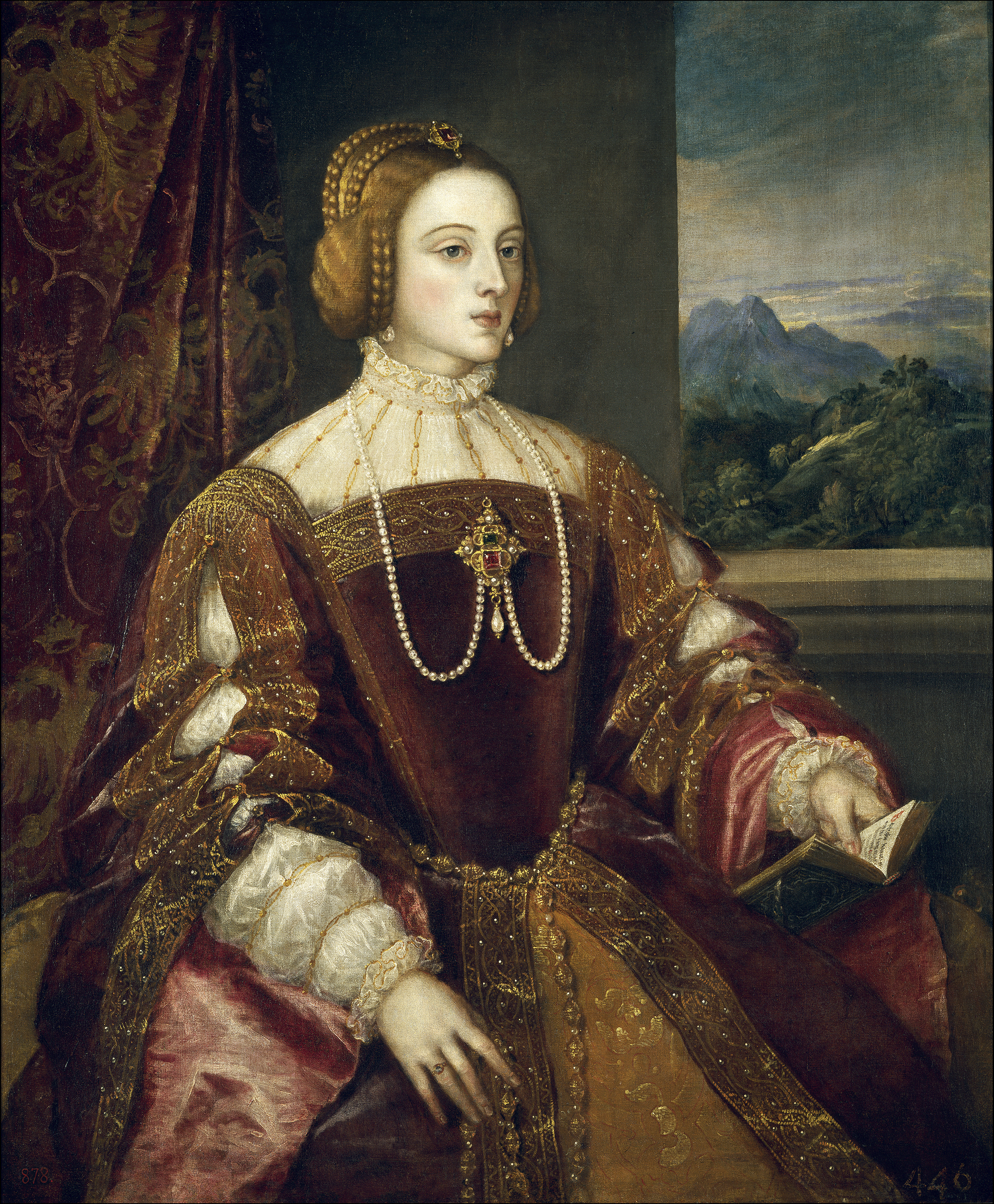
Isabel de Portugal luciendo una incipiente lechuguilla
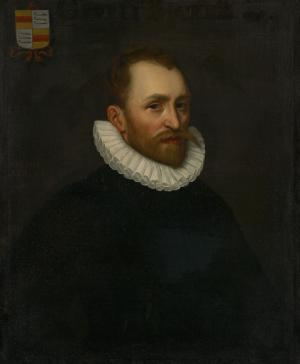
Países Bajos.
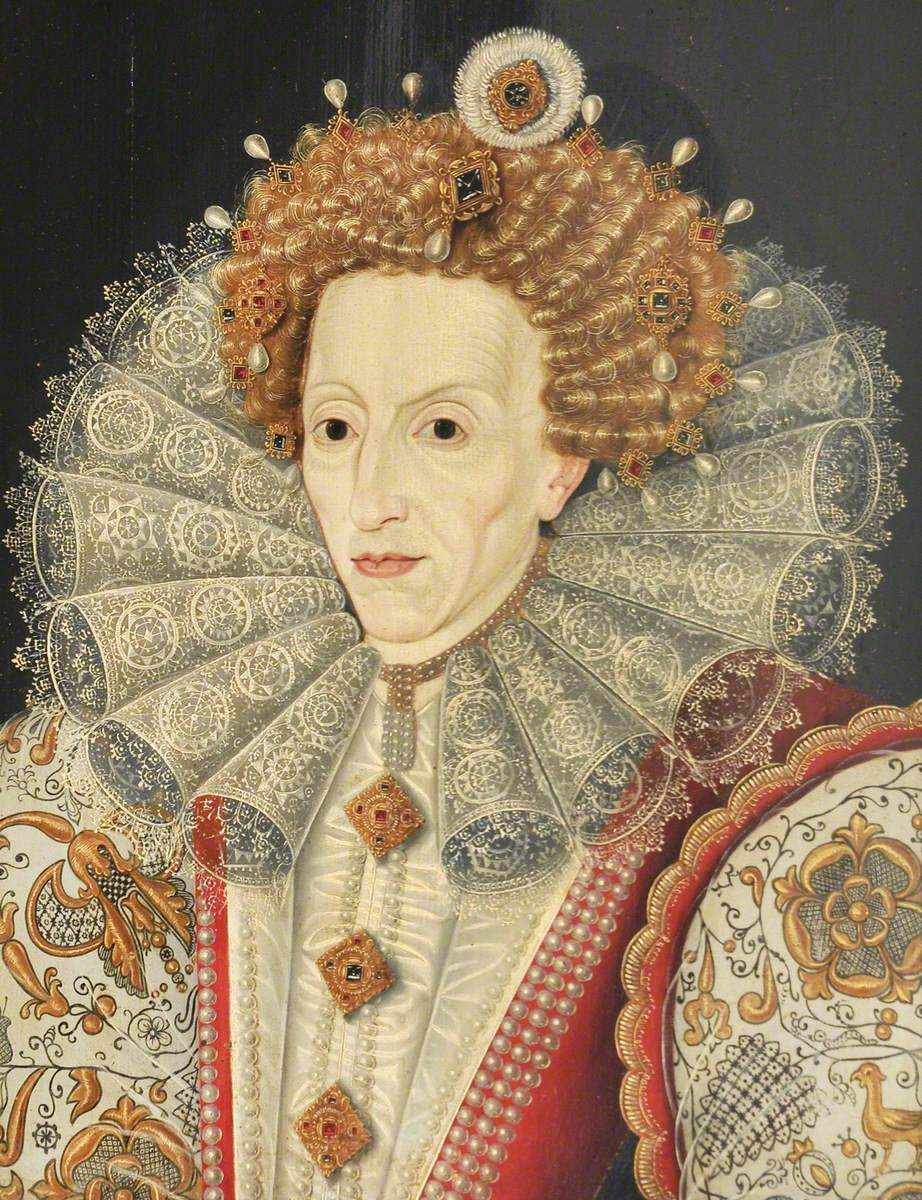
Isabel I de Inglaterra. Último cuarto del siglo XVI
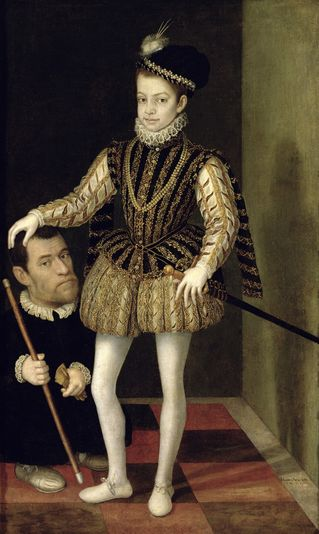
Carlos Emanuel de Saboya y su enano portando también lechuguilla

### Confección de la prenda y usos
El cuello llamado lechuguilla estaba confeccionado en lino fino o en encaje. La forma rizada se conseguía con unas tenacillas especiales que encañonaban la prenda y cada ondulación recibía el nombre de abanino. La firmeza se conseguía con el almidón y la sujeción con ayuda de alfileres. Era necesario conocer bien el oficio y contar con los instrumentos necesarios para hacer estos cuellos. El profesional era conocido como abridor de cuellos y estaba sujeto a unas leyes muy estrictas.
Cuando la lechuguilla tenía muchos pliegues tomaban el nombre de «cuello escarolado». Este cuello se almidonaba y planchaba en las casas sin la ayuda de los complicados abridores. Al ser una labor casera resultaba más barata y podían acceder a ellos los caballeros más pobres. Cervantes pone en boca de un personaje lo siguiente: «¿Por qué sus cuellos, por la mayor parte, han de ser siempre escarolados, y no abiertos con molde?»

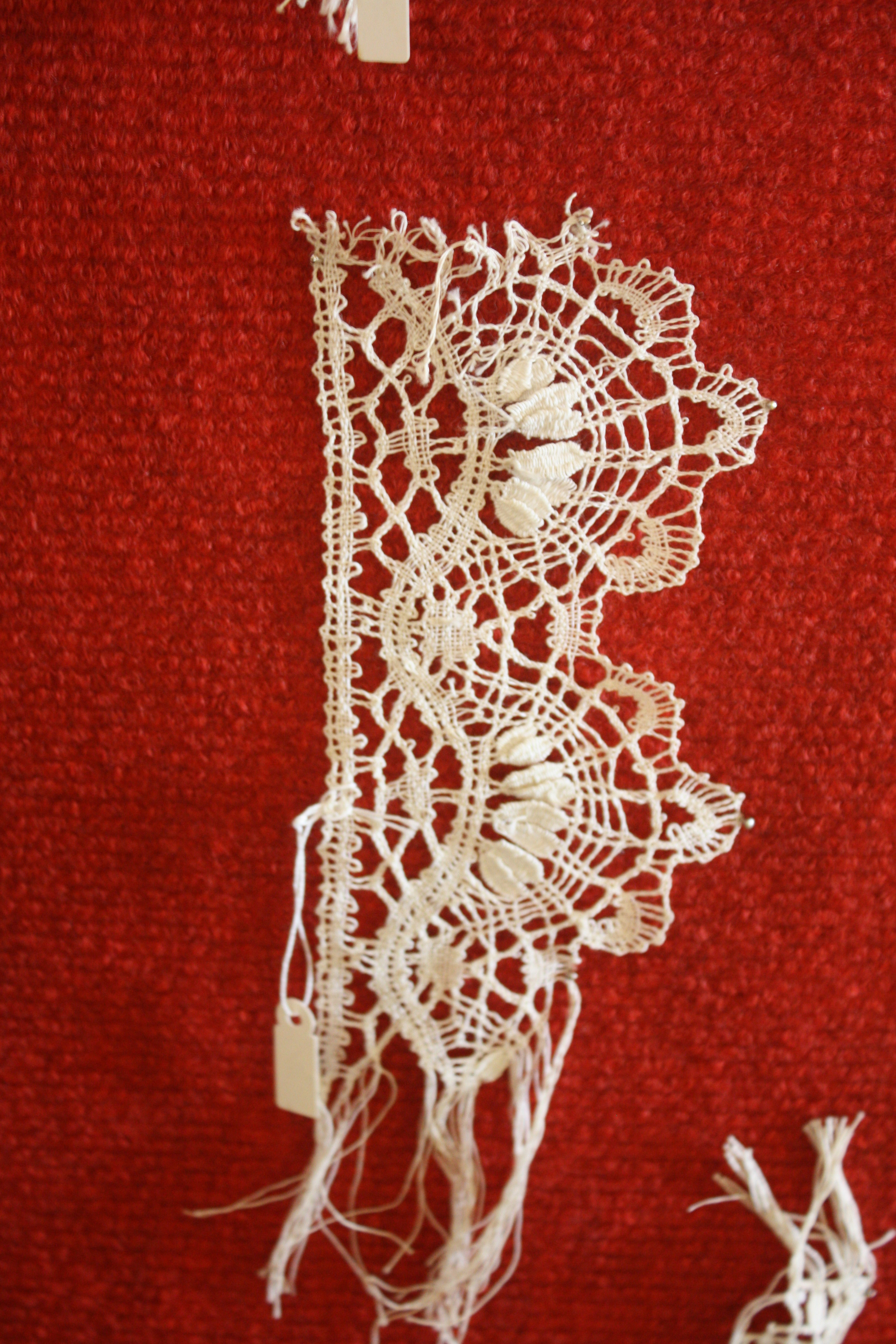
Puntas de encaje con un diseño característico similar a su uso en los cuellos de la Edad Moderna.

En tiempos de Felipe II ya se empezaron a adornar abundantemente con vainillas (una especie de deshilados), puntas, y filetes, deshilados, hilos y sedas de diferentes colores. En las Cortes de 1586 en Madrid se sentaron las normas que Felipe II sancionó después:

Caso que alguno haya de traer cuellos manda que sea del ancho de dozavo, y la lechuguilla de hasta ocho anchos, y no más, sin género alguno de hierro, guarnición, almidón, polvos ni otro, ni con más que una tela, ni abierto con molde ni otro instrumento.
Felipe II en Madrid, 1586 Nueva recopilación, lib. VII, tít. 12, ley 4ª

Estas normas se cumplieron escasamente y el rey Felipe II repitió el mandato en la Pragmática de 1593 que tampoco tuvo mucha repercusión.
Las lechuguillas llegaron a ser enormes, hasta tal punto que se llegó a decir de ellas que las cabezas de sus portadores parecían la cabeza de san Juan Bautista sobre la bandeja. En la última década del siglo XVI, además de aumentar su radio, llegó a sobrepasar por detrás la cabeza. Por entonces comenzaron los adornos de pinjantes que podían ser perlas o pedrería.

Grandes tamaños
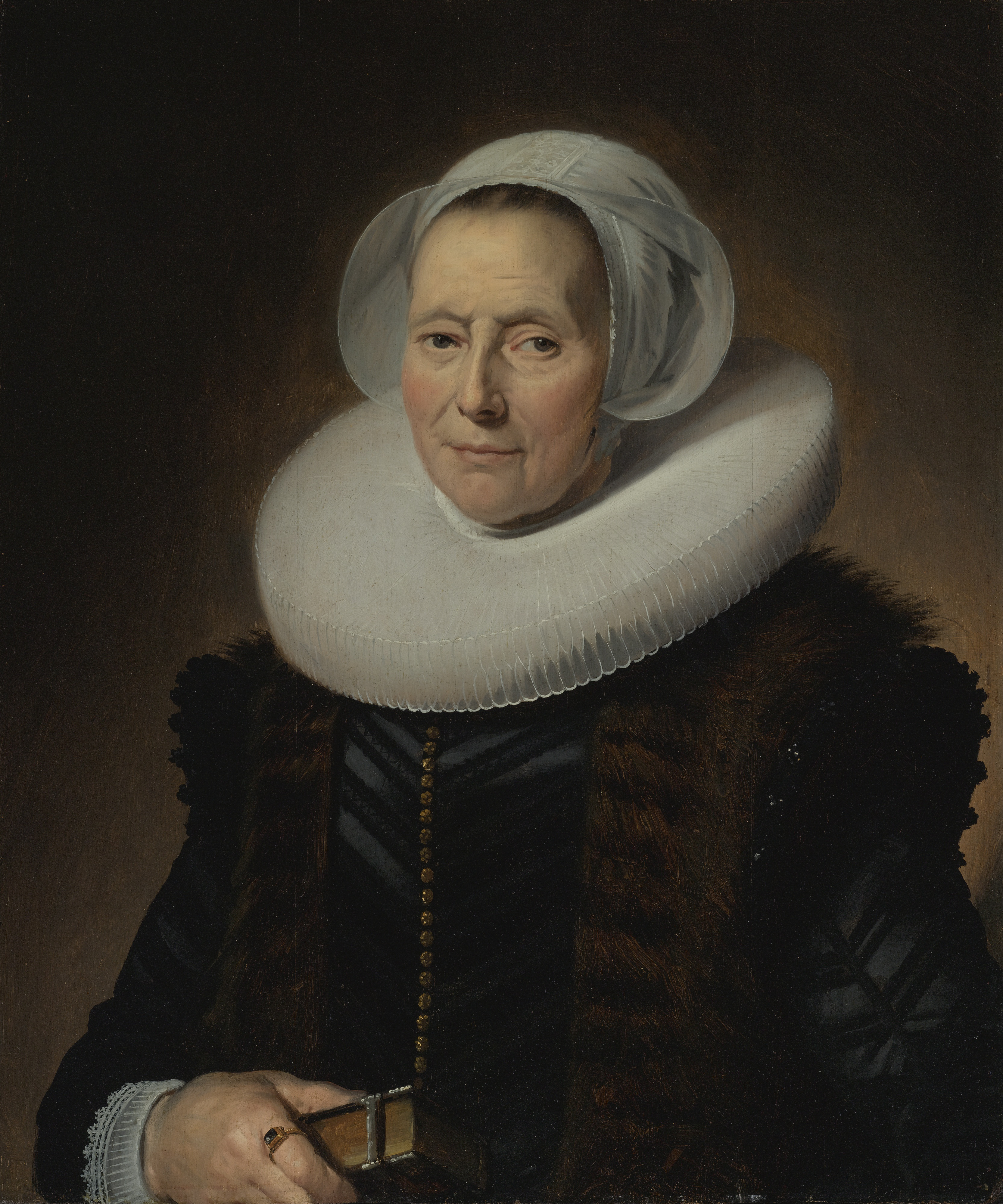
Dama holandesa
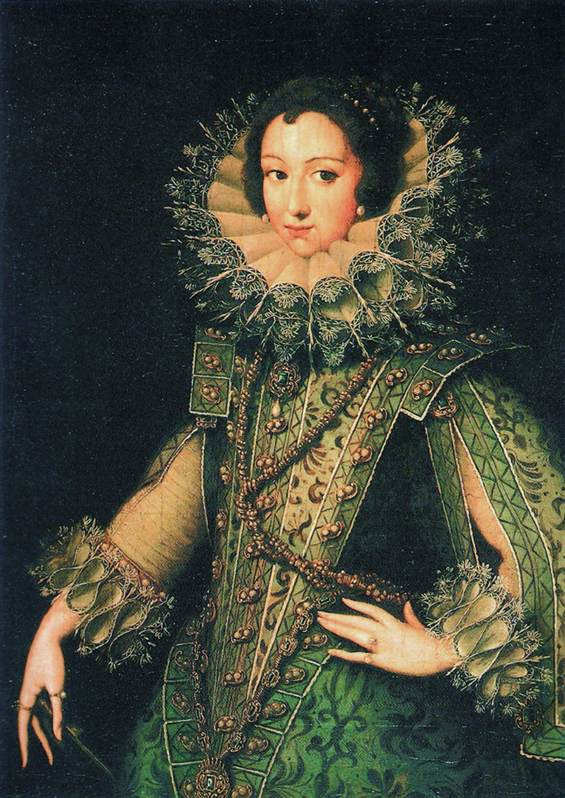
Retrato de una dama c.1610
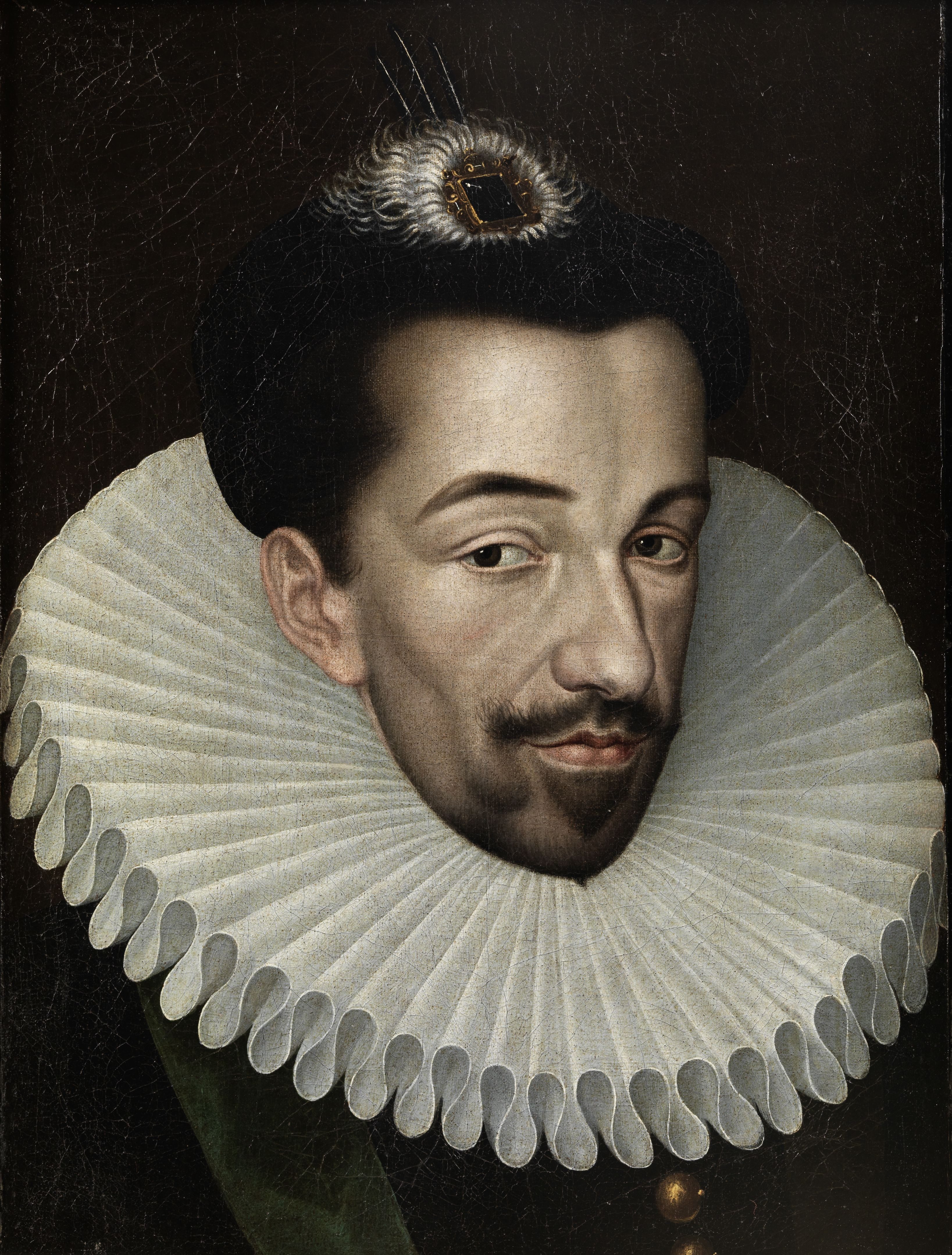
Enrique III de Francia y Polonia
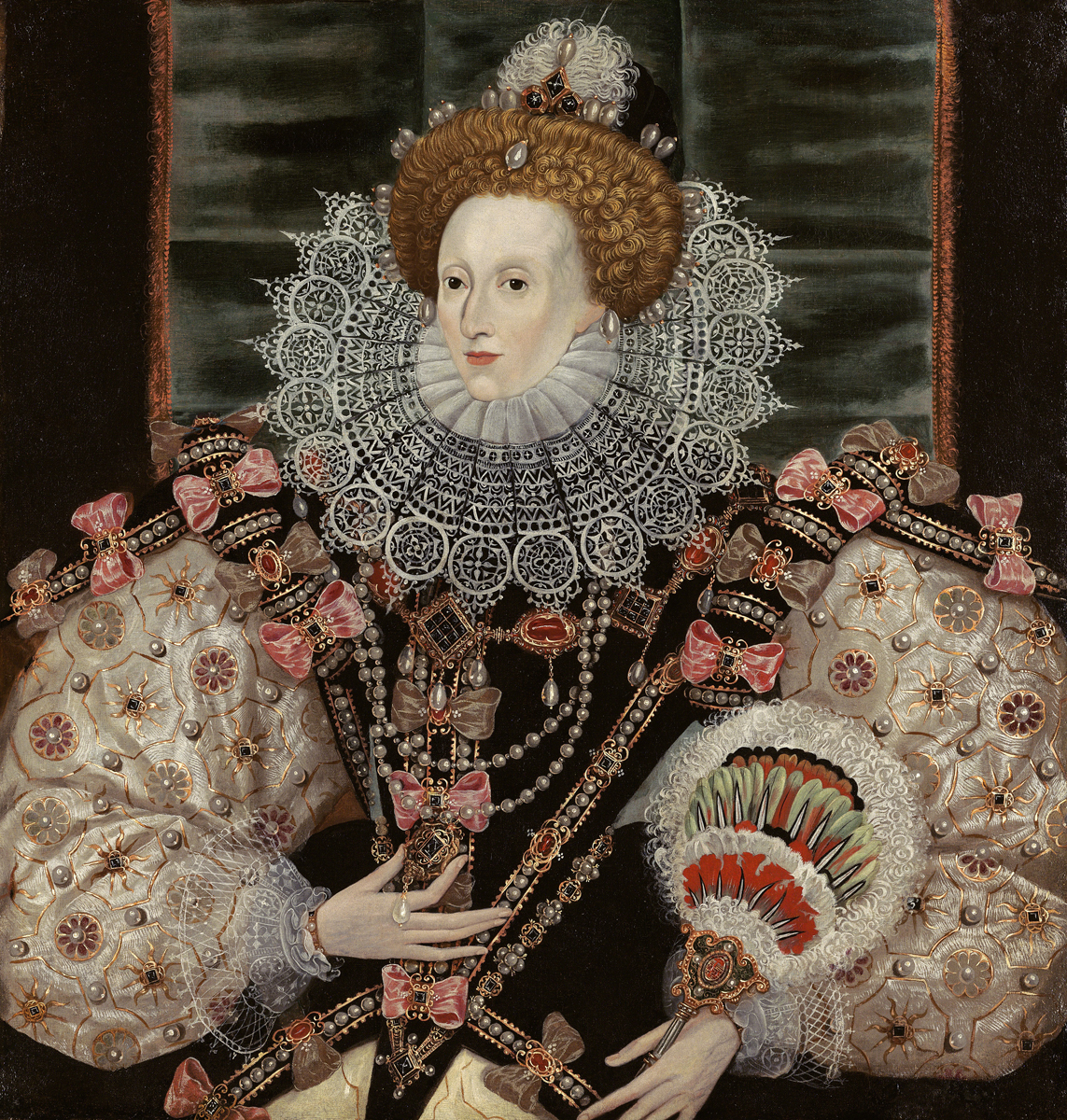
Isabel I de Inglaterra. Puños a juego con la lechuguilla
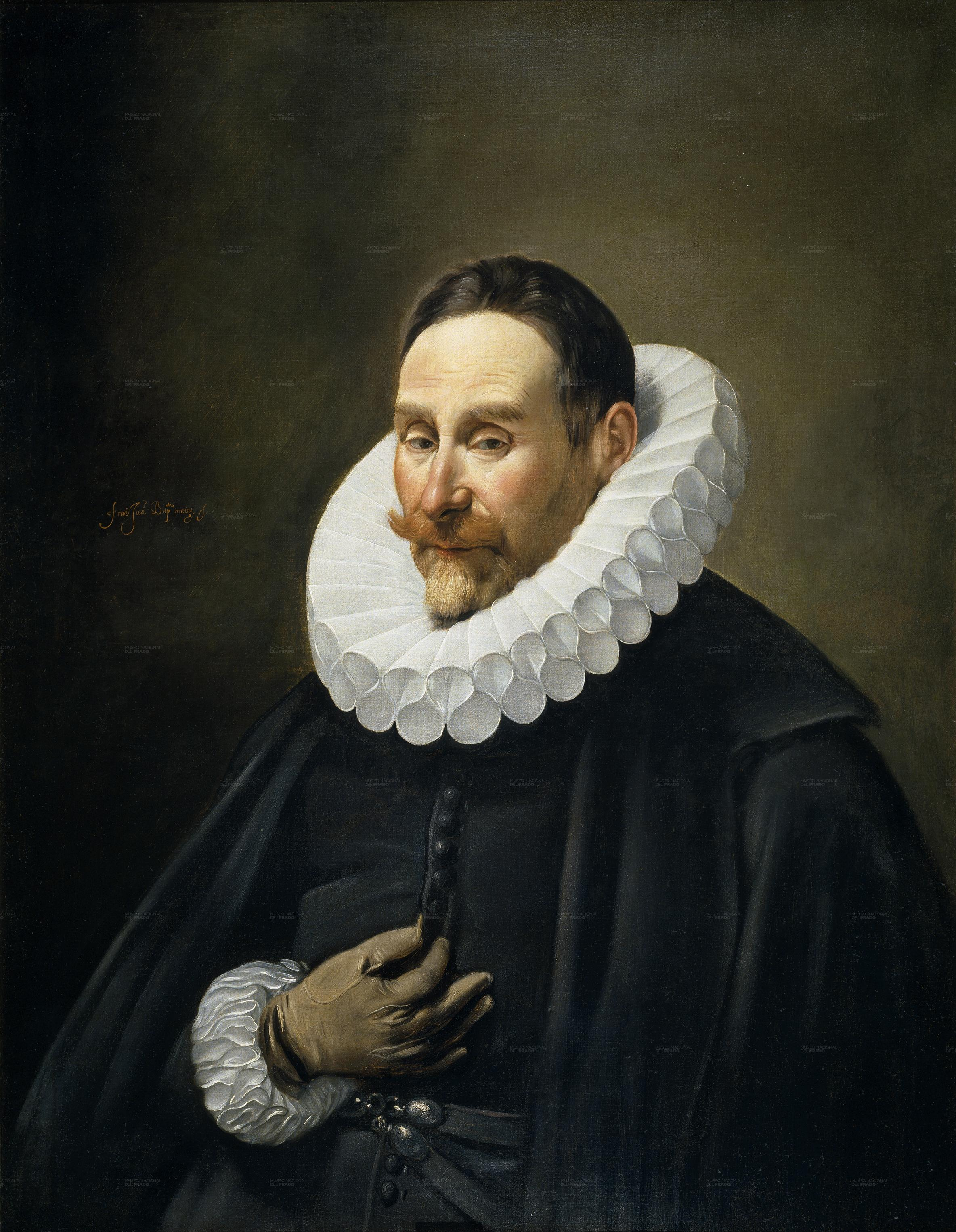
Retrato de un caballero del siglo XVII (1618-1623) obra de Juan Bautista Maíno, conservada en el Museo del Prado de Madrid.

Su uso se extendió rápidamente y no solo en el ambiente cortesano sino entre el pueblo llano que las llevaba sin adornos. La gente que se decía importante adornaba las lechuguillas con «randas», nombre que se daba a los encajes, y con puntillas.

### Críticas y normas

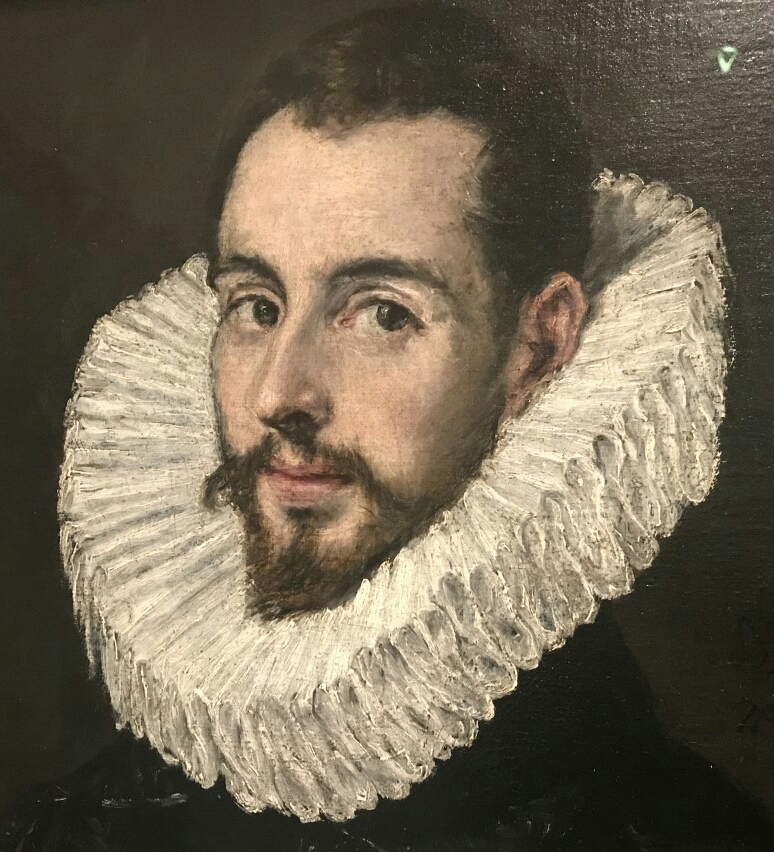
Jorge Manuel Theotokopouli, hijo del Greco (1603)

Los intentos en el reinado de Felipe II fueron inútiles. Pasados los años la moda de los grandes cuellos levantó críticas y grandes antipatías por doquier a pesar de que en la mayoría de los casos esas mismas personas hacían uso de esta práctica. Se oían y se leían sátiras y burlas en especial de los hombres de letras como Quevedo, Juan Ruiz de Alarcón, Antonio Hurtado de Mendoza. Este último aprovechó el verso para burlarse también del tinte azulado que se daba a algunas lechuguillas:
- mocetón de chapa
- mártir de nuevas cuchillas,
- que en ondas azules va,
- pasando su rostro ya,
- un golfo de lechuguillas

Ruiz de Alarcón en su obra La verdad sospechosa se burla también de la moda de estos cuellos descomunales:
- Que con tal cuidado
- sirve un galán a su cuello
- que por no descomponello
- se obliga a andar empalado

Quevedo y el propio Cervantes ridiculizan así mismo los cuellos de lechuguilla. Cervantes no llegó a conocer su desaparición en tiempos de Felipe IV ni su sustitución por las valonas.

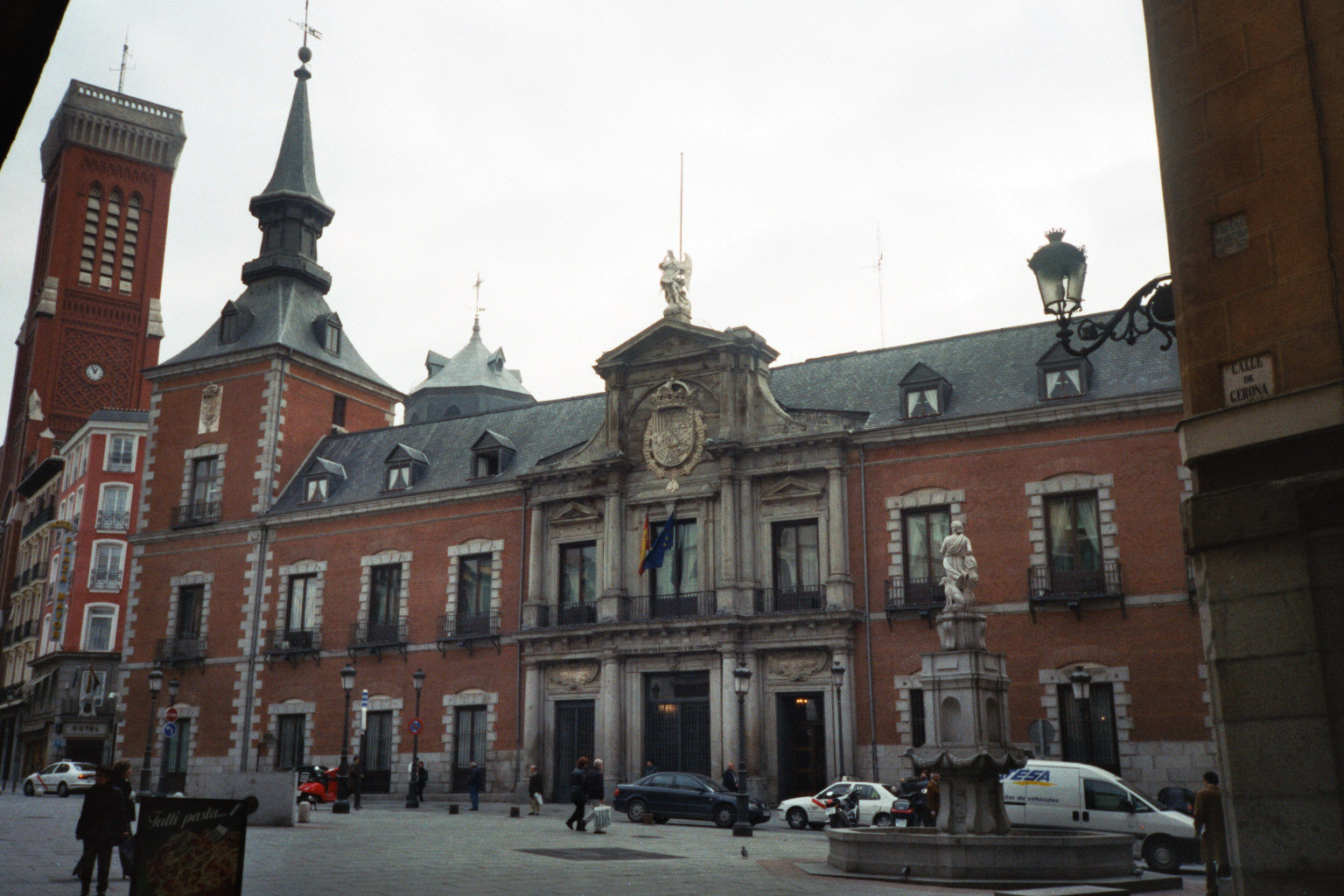
Sala de Alcaldes de Casa y Corte, Madrid (hoy Ministerio de Asuntos Exteriores).

Los verdaderamente preocupados por esta moda fueron las autoridades públicas que demostraron ser sus más furibundos enemigos, lanzando bandos y mandatos dirigidos en su mayoría y especialmente a los artesanos fabricantes de las lechuguillas, estableciendo lo que debían o no debían cobrar por el trabajo, incluso por su mantenimiento y lavado. A los pocos días de trasladar Felipe III la corte a Valladolid  los Alcaldes de Casa y Corte de Su Majestad tuvieron a bien lanzar un bando:

[...] que todas las personas que abren cuellos en esta Corte no puedan llevar ni lleven por cada cuello que les dieren sucio para que lo laven y almidonen [...] no pueden llevar más de diez maravedíes...
Alcaldes de la Casa y Corte

Los Alcaldes disponían incluso sobre si el trabajo de abrir cuellos podía realizarlo o no una mujer soltera, y se lo prohibían a los maridos, es decir era un trabajo para mujeres casadas. Estas ordenanzas fueron causa de diversas denuncias y múltiples litigios. Las autoridades habían conseguido en su momento un gran triunfo al conseguir la prohibición del añil para dar ese toque azulado tan criticado, así pues, animados por este hecho el Consejo Real se dedicó a la campaña de desterrar por siempre las lechuguillas en España. A la muerte del rey Felipe III los ministros del nuevo monarca Felipe IV se apresuraron a presentar una consulta que sería el antecedente de la Pragmática del 10 de febrero de 1623. El documento trataba sobre los ropajes en uso y especialmente sobre los cuellos llamados lechuguillas que habían ido creciendo exageradamente. Lo consiguieron y en 1630 ya habían pasado de moda.